# Emil Puhl
Emil Puhl, född 28 augusti 1889 i Berlin, död 30 mars 1962 i Hamburg, var en tysk bankman och dömd krigsförbrytare. Från 1939 till 1945 var han vice ordförande för Reichsbank och därmed bland annat ansvarig för deponeringen av mördade judars tandguld. Vid Ministerierättegången dömdes han till fem års fängelse.